# 夏爾·阿薩萊
夏爾·阿薩萊（法語：Charles Assalé，1911年11月4日－1999年12月10日）是喀麥隆政治家，並且隸屬於喀麥隆人民聯盟。他出生於南部區，曾經在1958年至1960年期間擔任過法屬喀麥隆的財政部部長。而在1960年5月15日至1965年6月19日其間，他則擔任了第一任喀麥隆總理。